# Lutomiersk
Lutomiersk é um município no centro da Polônia. Pertence à voivodia de Łódź, no condado de Pabianice, no rio Ner. è a sede da comuna de Lutomiersk. Obteve os direitos de cidade em 1274. Perdeu esses direitos em 1870, e em 2022 voltou a ser cidade.
A cidade está localizada na mesorregião física e geográfica de Wysoczyzna Łaska, na terra histórica de Sieradz. É acessada pela estrada provincial n.º 710.
Estende-se por uma área de 5,20 km², com 1 546 habitantes, segundo o censo de 31 de dezembro de 2021, com uma densidade populacional de 297,3 hab./km².